# 南北国时代

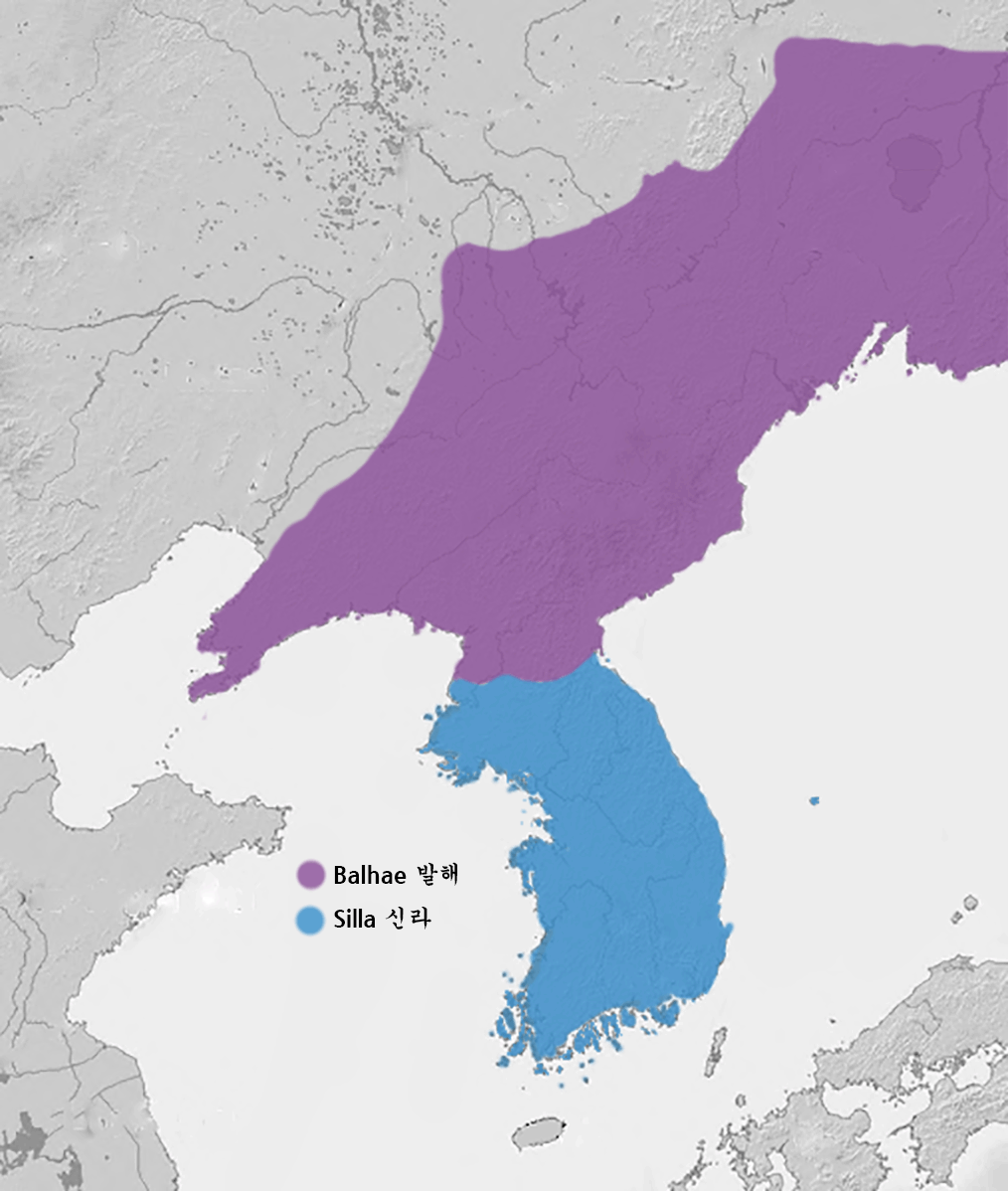
830年時的南北國時期，統一新羅統治朝鮮半島大同江以南，渤海國統治大同江以北，遼東半島及中國東北大部分地區

南北國時代（698年－926年）指統一新羅与渤海國并存的朝鮮半島歷史時期。
其起始時期有兩種講法：其一，以唐朝與新羅滅百濟，高句麗與新羅對峙時的顯慶五年（660年）開始；其二，以唐朝與新羅滅高句麗的總章元年（668年）；其三，大祚榮建立渤海國的聖曆元年（698年）開始。而結束時期，一般都以渤海國被遼朝所滅，或以新羅向高麗太祖王建歸降的清泰二年（935年）作為結束時間。
據稱南北國時代這個術語是在新羅後期崔致遠的《崔文昌諸侯全集》上開始使用的。不過，崔致遠稱渤海國為“北國”僅僅意味著地理上的“北方”而已，而“南國”字眼未出現在崔致遠的文章中。沒有證據表明渤海國稱新羅為“南國”或新羅自稱“南國”。首次出現南北國概念則晚自李氏朝鮮的實學者柳得恭的《渤海考》。
南北國時代僅僅是韓國使用的詞匯，這是朝鮮半島南北分裂的歷史觀所造成的影響，試圖取得雙方的歷史共識。朝鮮雖然認為渤海國是本國歷史，但並不使用“南北國時代”這個詞匯。
其他國家在對渤海國歷史的歸屬上，俄罗斯、中國及日本均認為渤海國并非朝鲜半岛历史的一部分，認為統一新羅早在唐朝時已統一朝鮮半島大同江以南，不認同此論述，所以不使用此詞匯。

## 南方政權（新羅國）
在這段期間，南方政權相對比較穩定，因為新羅在得到唐朝援助，擊退日本之後，其實力已足以跟百濟及高句麗鼎立。但由於唐朝雄心勃勃，一直都想統治朝鮮半島北部，恢復漢四郡，所以新羅一方面繼續與唐朝保持良好關係，另一方面亦厲兵秣馬，努力擴大自身的利益，避免唐朝軍事入侵。在高句麗滅亡及羅唐戰爭後，新羅與唐朝以大同江為界，其國力達到其最高峰。但之後由於種種原因，開始國力日衰，最後滅亡。
传统的朝鲜历史系表较为侧重于南方，为古朝鲜（包括檀君朝鲜、箕子朝鲜、卫满朝鲜）→朝鲜半岛三国时代→统一新罗时代→高丽国→朝鮮國。

## 北方政權（渤海国）

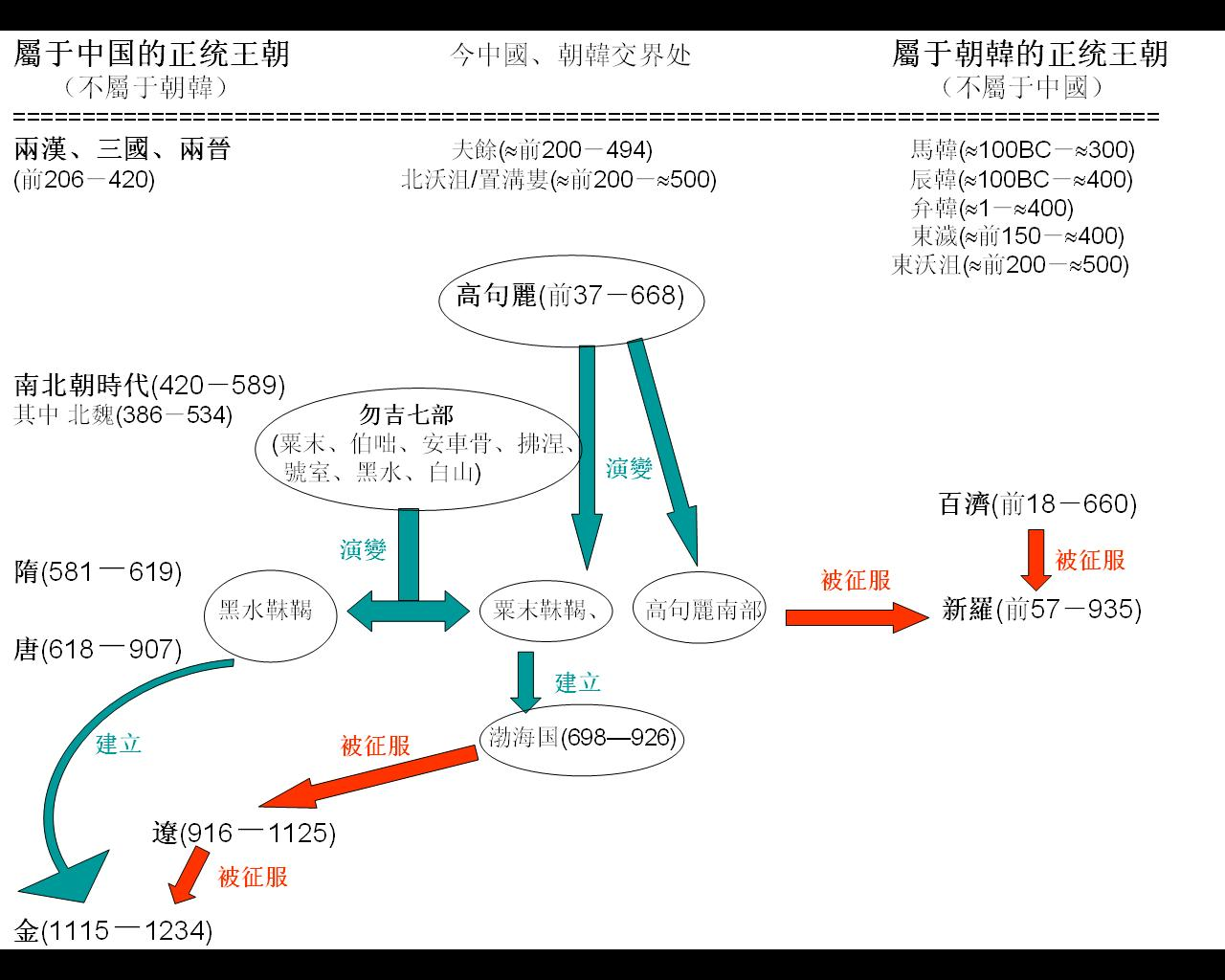
渤海国关系演化图

朝鲜和韩国学术界认为：在朝鮮半島三國鼎立之時，高句麗一直都是實力最強的國家。但由于唐朝和新罗的夾攻而灭亡。高句麗滅亡後，原高句麗國境被唐朝及新羅瓜分；之后，高句麗貴族遺裔的粟末靺鞨人大祚榮经过抵抗唐朝的争斗在668年建立了震國，713年改名為渤海國，並占据大部分高句麗的故土。高句丽和渤海国前后相继，与南方的新罗形成对峙，是朝鮮历史发展的主流和正体。
而且中国的史书曾称粟末靺鞨和大祚荣为“高丽别种”，渤海国在与日本、新罗开展外交时也曾经以高句丽的继承国自称，因此，北朝鮮和南韓学者认为渤海国与高句丽存在继承关系。
关于与现代朝鮮民族的渊源关系，契丹灭渤海后，契丹为了統治渤海人在渤海国故地设置東丹国，契丹太子耶律倍任东丹国人皇王，不过以貴族为首的渤海人民大张旗鼓亡命高麗國，天顯三年（928年）十二月，耶律德光升东丹的东平郡为辽国南京（今辽宁省辽阳北），强行自天福城徙东丹人民充实东平郡，天福城遂衰落。天显五年（930年），耶律倍因受德光猜忌，逃奔后唐，东丹国名存实亡。東丹国灭亡以后，渤海人多次尝试复兴渤海国，但全部失敗，大部分渤海人被强制迁移到辽国境内其他地方。渤海贵族和一小部分渤海遗民则逃往高麗國。
中国的大部分学者对所谓“南北国时代”的说法持有异议，认为：所谓的高句丽和渤海国都是中国历史上在東北的边疆政权，与现代的朝鲜民族国家没有直接的渊源。统一新罗→高丽王朝→朝鲜王朝→大韩帝国→日本殖民时期→朝鲜／韩国，才是朝鮮半島历史发展的主流。
而且在渤海国与新罗并存的时代里，综合唐、渤海、日本、新罗等国史书可见其并没有同宗共祖的认同感。
乾寧四年（897年）在新罗与渤海争长的事件中，新罗著名文人崔致远所作的《谢不许北国居上表》中，就是把渤海人称为“靺鞨”，称为“粟末小蕃”“句骊遗烬，勿吉杂流”用词极具贬低的意味。
日本史书记载，宽仁三年（1019年）3月刀伊人大举来袭。“刀伊”（東夷）在日语属于对于蛮夷的蔑称，为胡人支流。
传统观点认为粟末靺鞨联合其他靺鞨部落构成渤海国民族的主体。但是近代的研究表明，“粟末靺鞨附高句丽者”才是渤海国的民族主体，而粟末靺鞨主体部分在隋代已迁往辽西，后迁入幽州，高句丽亡国后与高句丽的武人集团一起已经溶于中原社会；大祚荣出自仍然留守故地的粟末靺鞨，联合原伯咄、安车骨、拂涅、白山等四部靺鞨人建立渤海国，而粟末靺鞨与高句丽人所占比例皆不大。

## 北方主体史学
在南韩，因統治過去是新罗、百济的地方（慶尚道和全羅道），长期来也一直以统一新罗为主线，認為朝鮮早在统一新罗時已統一全國。
在北朝鲜，1950年代金日成提出主体史学后，高句丽代替统一新罗成为朝鲜历史主线。认为渤海国在北部且继承正统的高句丽，矮化新罗及百济为地方割据，且统一新罗由于长期臣服于唐朝而有悖于主体思想。1993年受主体思想影响而产生的朝鲜史学新体系为古朝鲜（檀君朝鲜、卫满朝鲜）→高句丽→渤海→高丽→朝鲜。统一新罗时代从朝鲜民族史主流中去除，而高丽被称为第一个统一朝鲜半岛的国家，而现今的朝鲜民主主义人民共和国被称为朝鲜族的第六个“国家主体”。